# 1649 Fabre
1649 Fabre eller 1951 DE är en asteroid i huvudbältet som upptäcktes den 27 februari 1951 av den  den franske astronomen Louis Boyer vid Algerobservatoriet. Den har fått sitt namn efter den franske astronomen Hervé Fabre.
Asteroiden har en diameter på ungefär 14 kilometer och den tillhör asteroidgruppen Eos.